# 예루살렘 성경

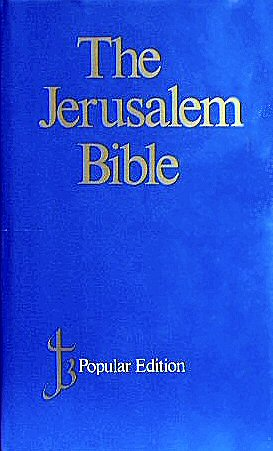

예루살렘 성경(Jerusalem Bible, JB 또는 TJB)은 1966년 영어권에 처음으로 출판된 영어 성경이며, Darton, Longman & Todd에서 출판되었다. 가톨릭용 성경에는 개신교용 성경에서 제외한 제2경전이 포함되어 있다. 또한, 풍부한 각주와 머리말이 포함되어 있다.
예루살렘 성경은 잉글랜드 웨일스 가톨릭 주교회의로부터 공인을 받아 미사 때 독서용으로 읽혀지고 있다. 또한, 세계 영어권 가운데 상당수는 예루살렘 성경을 공식 성경으로 채택하여 사용하고 있다. 잉글랜드와 웨일스의 가톨릭 주교들은 미사를 제외한 기타 전례에서는 예루살렘 성경 외에 다른 역본들도 자유롭게 사용할 수 있게 배려하였다.

## 역사
1943년 교황 비오 12세는 회칙 《성령의 영감》(Divino Afflante Spiritu)을 반포하였다. 회칙에서 그는 가톨릭 학자들에게 자국어 성경을 출판할 때, 라틴어 불가타 성경 대신에 가급적이면 히브리어와 그리스어 원전을 직접 번역할 것을 권장하였다. 이에 따라 예루살렘 고고학 학회에 있던 도미니코회와 여러 학자가 히브리어와 그리스어 원전을 프랑스어로 번역하는 작업에 착수하였다. 그 결과, 1956년 프랑스어 성경(La Bible de Jérusalem)이 출판되는 결실이 나왔다.
프랑스어 번역에 자극을 받아 1966년에는 영어 번역본(Jerusalem Bible)이 나왔다. 영어 성경 역시 히브리어와 그리스어 원본을 직접 번역한 것이었다. 그리고 영어로 번역했을 때 두 가지 이상의 해석이 나올 수 있는 문장에 대해서는 뒤에 프랑스어로 번역된 문장까지 첨부하였다. 구약성경에 속한 몇몇 책들의 경우, 프랑스어 번역본을 우선 영어로 번역한 다음에 총편집 과정에서 이를 히브리어 또는 아람어 원본과 직접 대조하면서 수정하였다. 각주와 책 서문들은 프랑스어판을 거의 글자 그대로 번역하였다.

## 번역
영어 번역 자체는 문학적 가치를 이유로 당시 선호되었던 원문 그대로의 직접적인 해석 방식을 채택하였다. 여기에는 당시 원문 해석의 대가인 J. R. R. 톨킨의 공헌이 지대하였다. 예루살렘 성경에서 그의 대표적인 공헌은 요나서의 번역이다. 각 책들의 서문과 각주 그리고 번역 방식은 현대적인 학문적 접근과 역사비평적 방식들을 많이 반영하였다. 이를테면, 모세 오경에 대해서는 책 서문에서 실제로 모세가 집필했을 역사적인 가능성에 대하여 부정적인 의견을 피력하였다. 또한, 솔로몬 왕이 집필했다고 전해지는 지혜서에 대해서도 마찬가지로 책 서문에서 그 가능성을 부정하였다.
예루살렘 성경은 로마 가톨릭교회의 영어 성경으로서 17세기 두에랭스 성경 이후로 널리 배포되어 받아들여졌다. 예루살렘 성경은 유럽권 국가의 미사 및 전례에서 공식적으로 채택되어, 특히 영어 미사에서 독서와 복음 낭독용으로 많이 이용되고 있다. 또한 전반적으로 수준 높은 학문성을 갖고 있어 폭넓게 호평을 받았고 대중적으로도 사랑을 받게 되었다. 예루살렘 성경은 진보적이고 현대주의적 성향을 가진 개신교도들에게도 받아들여졌다. 본문은 영국식 영어와 미국식 영어가 혼재된 성격을 지녔지만, 특별히 영국식 영어와 미국식 영어 어느 쪽에 지나치게 편중되지 않았다. 그러한 연유로 대부분 영국과 미국 양측에서 모두 받아들여졌다. 일반적으로 예루살렘 성경은 20세기에 나온 품질 좋은 영어 성경 가운데 하나로 여겨지고 있다.

## 개정
- 1973년 프랑스어 번역본이 개정되었다. 1998년 프랑스어 번역본 제3판이 출판되었다.

- 1985년 영어 번역본이 개정되었다. 새로운 이 번역본은 새 예루살렘 성경이라는 제목으로 출판되었다. 히브리어와 아람어, 그리스어 원본을 영어로 직접 새로 번역한 것으로 프랑스어 번역본의 어떠한 영향도 받지 않았다. 하지만 프랑스어 번역본의 문체나 성경 구절 해석에 대해서는 기존의 것을 그대로 유지하였다.

- 2007년 가톨릭 진리 협회(Catholic Truth Society)에서는 예루살렘 성경의 개정판인 CTS 새 가톨릭 성경(CTS New Catholic Bible)을 출판하였다. 두 가지 중요한 변화로는 구약성경 본문 중에 야훼라고 나온 부분은 모두 주님으로 옮기고 대문자(The LORD)로 표기하였다. 그리고 시편은 1963년 전례용 시편인 그레일(Grail) 번역판으로 교체하였다. 교황청 성서위원회의 권고에 따라 현재 잉글랜드 웨일스 가톨릭교회(그리고 미국식 영어가 아닌 기타 영어권 국가)에서는 공식적인 전례용 성경으로 CTS 새 가톨릭 성경을 사용하고 있다.

## 같이 보기
- 가톨릭 성경